# Dinamiche evolutive
L'evoluzione, nelle definizioni di biologi e naturalisti, deriva dal combinarsi del patrimonio genetico negli individui e relativa progenie. Alcune informazioni contenute nel codice genetico possono modificarsi a seguito di influenze ambientali (adattamento), fattori casuali o contaminazioni. L'approccio evolutivo ha progressivamente interessato anche lo studio dei prodotti materiali e immateriali dell'uomo, come il linguaggio, la storia, l'antropologia, l'ecologia e la tecnologia. Le dinamiche evolutive sono così diventate una chiave di lettura delle modalità di interagire dell'uomo con l'ambiente naturale, tanto alla scala globale quanto a quella locale.

## Strumenti di analisi e metodo di studio
Le dinamiche evolutive implicano un tempo perché la modificazione avvenga ed uno spazio dove la modificazione avviene. Simmetricamente la rappresentazione delle dinamiche ha bisogno osservare il cambiamento nel corso del tempo (sezione diacronica) e di osservare le relazioni con l'intorno nei momenti iniziale e finale (sezioni sincroniche). Quando si tratta di esaminare un elemento relativamente semplice come una parola nella linguistica o un materiale nella tecnologia e si dispone di un adeguato numero di informazioni, diventa possibile costruire e confrontare i due tipi di sezione. Quando invece l'oggetto dell'analisi aumenta di complessità, si deriva il cambiamento evolutivo dal confronto di momenti successivi (analisi comparata). Questo metodo è applicabile tanto alla scala dell'intero pianeta (se non addirittura dell'universo) quanto a quella di un singolo ecosistema come un lago o un'isola, quanto alla modificazione di singoli fattori.
La spinta principale alla modificazione della parte e del tutto è generalmente attribuita all'ambiente. Infatti l'ecosistema è riconducibile ad un insieme di fattori dinamici che interagisco continuamente tra loro. Nonostante che tutto cambia, il sistema si considera in equilibrio fintantoché riesce a mantenere la propria stabilità proprio grazie alle interazioni dinamiche tra i fattori: il fluire delle stagioni permette alla terra di rigenerarsi ed alle piante di seguire il proprio ciclo vegetativo; la catena alimentare è allo stesso tempo causa ed effetto della biodiversità, ecc. Quando uno o più fattori tendono a crescere oltre i limiti di stabilità del sistema, si generano condizioni di disequilibrio che non solo spingono gli individui ad adattarsi ma possono compromettere in misura maggiore o minore la conservazione dell'intero sistema.

### Dinamiche globali

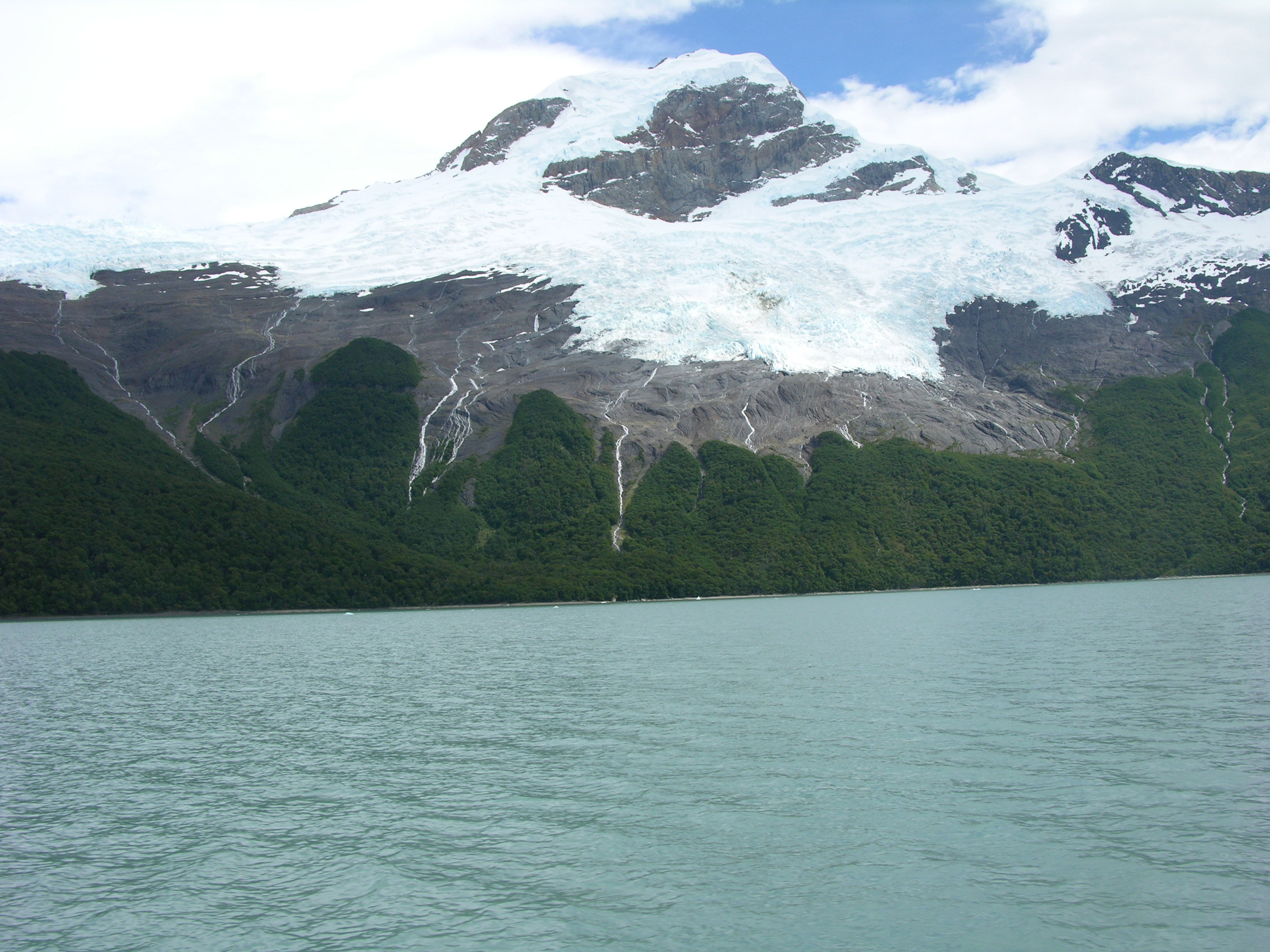
gli effetti del riscaldamento globale direttamente osservabili

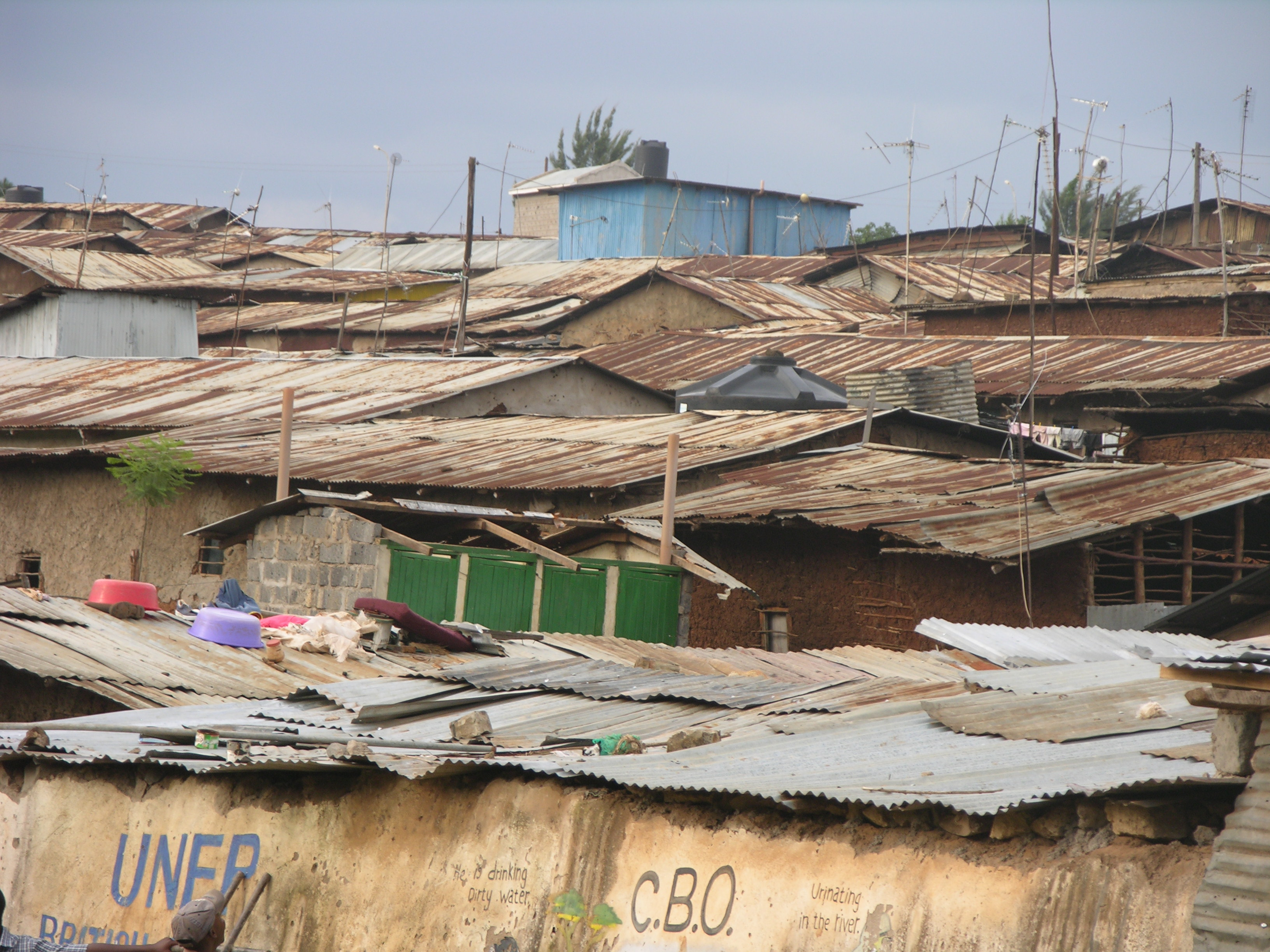
le condizioni di vita in uno slum urbano

Più aumenta la dimensione e la durata dei fenomeni osservati, più le dinamiche diventano ingovernabili o non modificabili da parte dell'uomo. Riducendo la scala, tende ad aumentare la capacità o responsabilità dell'uomo nei confronti dei processi in atto, anche se non sempre è possibile indicare in modo univoco e mettere in pratica strumenti appropriati per contrastare gli aspetti negativi e potenziare quelli positivi.
Nel 1988 le Nazioni Unite, attraverso la World Meteorological Organization (WMO) e l'United Nation Environment Program (UNEP), hanno dato vita al Comitato Intergovernativo sul Cambiamento Climatico (Intergovernamental Panel of Climate Change – IPCC) con il compito di studiare il riscaldamento globale del pianeta Terra. La percezione anche soggettiva di questi cambiamenti è frequente: basta visitare un ghiacciaio per constatare il progressivo scioglimento delle nevi una volta considerate eterne. Quando il ghiacciaio arretra lascia una fascia di terreno di colore tra il grigio e bruno scuro, levigato dallo scorrere della massa ghiacciata sotto la spinta della neve che si accumula a monte. Le rilevazioni dimostrano che nel mondo lo scioglimento progressivo non interessa circa il 5 percento dei ghiacciai, il restante 95 percento è invece in misura maggiore o minore coinvolto nel fenomeno. La comunità scientifica mondiale offre risposte convergenti alla questione del riscaldamento globale (global warming) che descrive l'aumento nel tempo della temperatura media dell'aria e degli oceani: l'IPCC indica un riscaldamento compreso tra gli 0,2 e gli 0,6 gradi Celsius rilevato nel corso del XX secolo.
In termini demografici i due dati recenti che meglio riassumono le tendenze in atto riguardano: la crescita della popolazione mondiale che ha superato i 7 miliardi di persone; la concentrazione di oltre il 50 % delle persone nella città. Se si considera che all'inizio del 1900 il nostro pianeta era abitato da 1,6 miliardi di persone e che all'inizio del 1800 il 95 % viveva in campagna, diventa evidente la consistenza non solo degli incrementi ma anche degli spostamenti che avvengono sulla superficie terrestre. Come noto il tasso di fertilità femminile tende a diminuire con l'aumento del benessere e questo ha rallentato la crescita demografica ma ancora in molti paesi poveri i figli rappresentano una primaria fonte di reddito. Ugualmente contraddittoria la crescita delle megalopoli dove spesso le condizioni di vita appaiono insostenibili. La variabile demografica poi interagisce con tutte le altre e gli effetti sul sistema ambientali rischiano di essere devastanti.

### Dinamiche locali

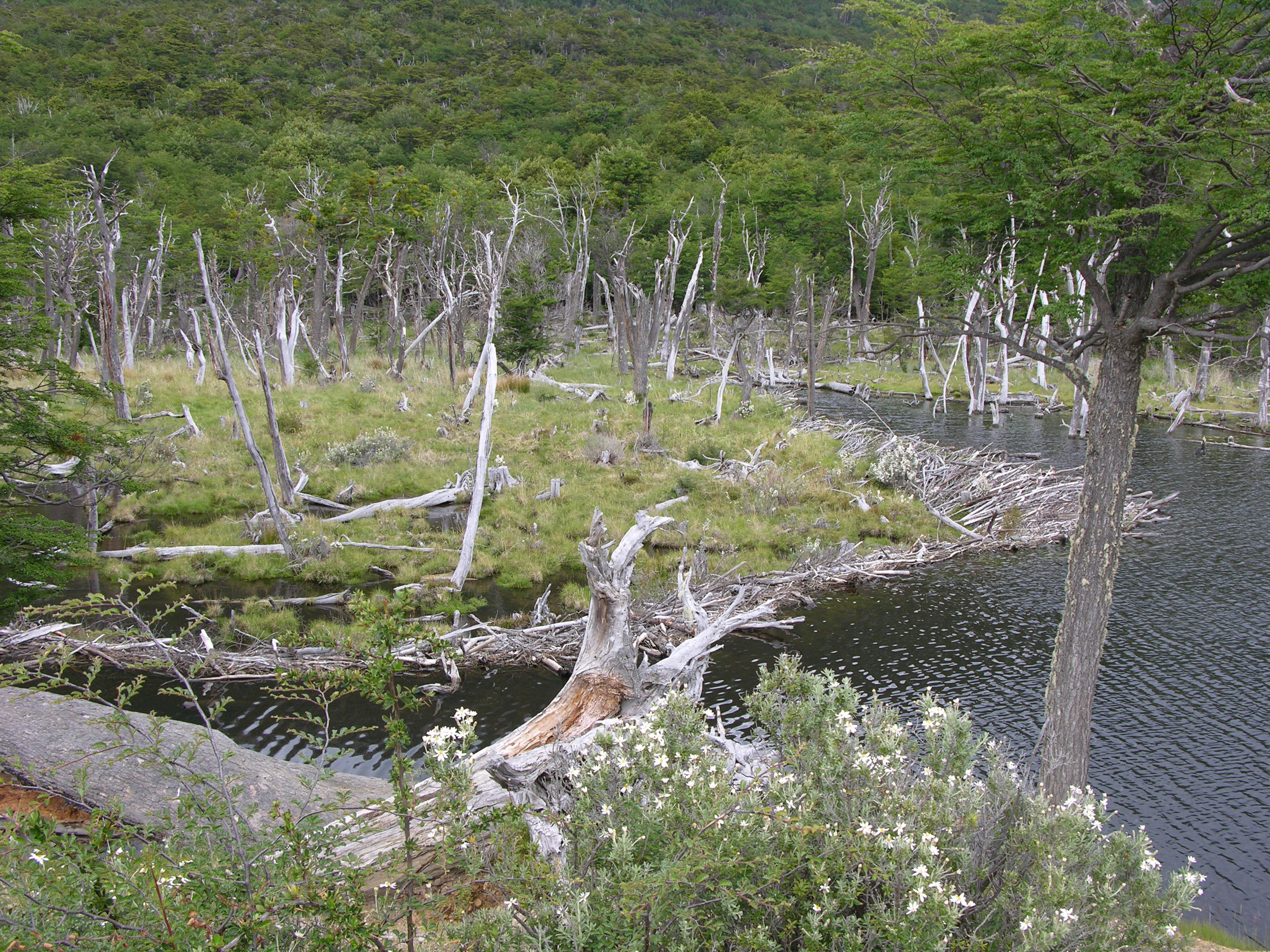
la distruzione della foresta operata da un eccesso della popolazione animale

Osservando invece gli accadimenti all'interno di un singolo ecosistema è possibile individuare le cause delle modificazioni reversibili o temporanee e quelle irreversibili e quindi permanenti. Il ragno tesse la sua tela tra le foglie sino ad avvolgere interi rami, ma la permeabilità delle rete non comporta danni per la pianta anche quando gli insetti crescono di numero. Viceversa il castoro costruisce sbarramenti lungo i ruscelli generando un ampliamento dello specchio d'acqua a spese dell'ambiente circostante. In Alaska e in Canada la presenza di orsi ed altri predatori tiene sotto controllo la popolazione dei castori limitandone l'impatto complessivo. Nella Terra del Fuoco, invece, il castoro è stato introdotto dall'uomo e mancano predatori naturali. La popolazione dei roditori è cresciuta a dismisura e, come se non bastasse, l'ecosistema è reso particolarmente fragile dal clima molto rigido; la presenza dei castori si può considerare devastante.
Così come il degrado ambientale non è soltanto quello di origine antropica, il miglioramento degli ecosistemi non è soltanto di origine naturale. Una foresta fluviale, per quanto affascinante e ricca di biodiversità possa essere, presenta un rilevante grado di fragilità che la rende poco resistente ai fattori ostili (incendi, frane, disboscamenti, etc.) anche perché l'humus (lo strato di terreno fertile) è molto sottile. Qualunque ferita inferta alla foresta richiede tempi lunghissimi (sino a centinaia di anni) per essere risanata dai processi naturali. Viceversa la campagna coltivata, pur presentando una minore ricchezza di valori naturalistici, è un ecosistema maggiormente strutturato, quindi molto più resistente agli agenti naturali e antropici ostili e capace di reagire/risanare le ferite in tempi molto più brevi.

## Interferenze della tecnologia
Oltre alla dimensione globale e locale dei fenomeni, un secondo ordine di complessità delle dinamiche evolutive riguarda le differenze tra i fattori che agiscono sul sistema. Le azioni umane, in particolare, rappresentano nello stesso tempo il punto di arrivo dei processi dell'evoluzione naturale, nonché un importante agente di modificazione degli equilibri ambientali. Le gravine sono il prodotto dell'erosione operata da acqua e vento in un terreno calcareo: fenomeno molto frequente in tutti i continenti che produce una ampia varietà di paesaggi di grande impatto visivo. Lungo la Cordigliera settentrionale dell'Argentina sono disseminati numerosi parchi geologici costruiti per la valorizzazione turistica delle quebradas. Il territorio argentino è disabitato in molte zone e le emergenze naturalistiche sono rimaste indisturbate, lasciando proseguire e tutt'oggi i fenomeni erosivi. In Puglia e Lucania invece il bisogno di terre coltivabili ha spinto i contadini fino al bordo delle gravine. Le specie vegetali seminate hanno di fatto arrestato l'erosione già da molti secoli, nonostante l'aratura e le pratiche colturali via via più intensive. Anche le forme insediative sviluppatesi sui costoni di rocce come i famosi Sassi di Matera hanno finito per consolidare il paesaggio naturale. Anche in Cappadocia alcuni insediamenti sono cresciuti in simbiosi con i fenomeni erosivi. Quelli ancora abitati hanno di fatto stabilizzato l'ecosistema, grazie anche alle coltivazioni; mentre in quelli abbandonati acqua e vento hanno ricominciato la loro azione distruttiva, provocando crolli e sventramenti degli ambienti scavati nella roccia.

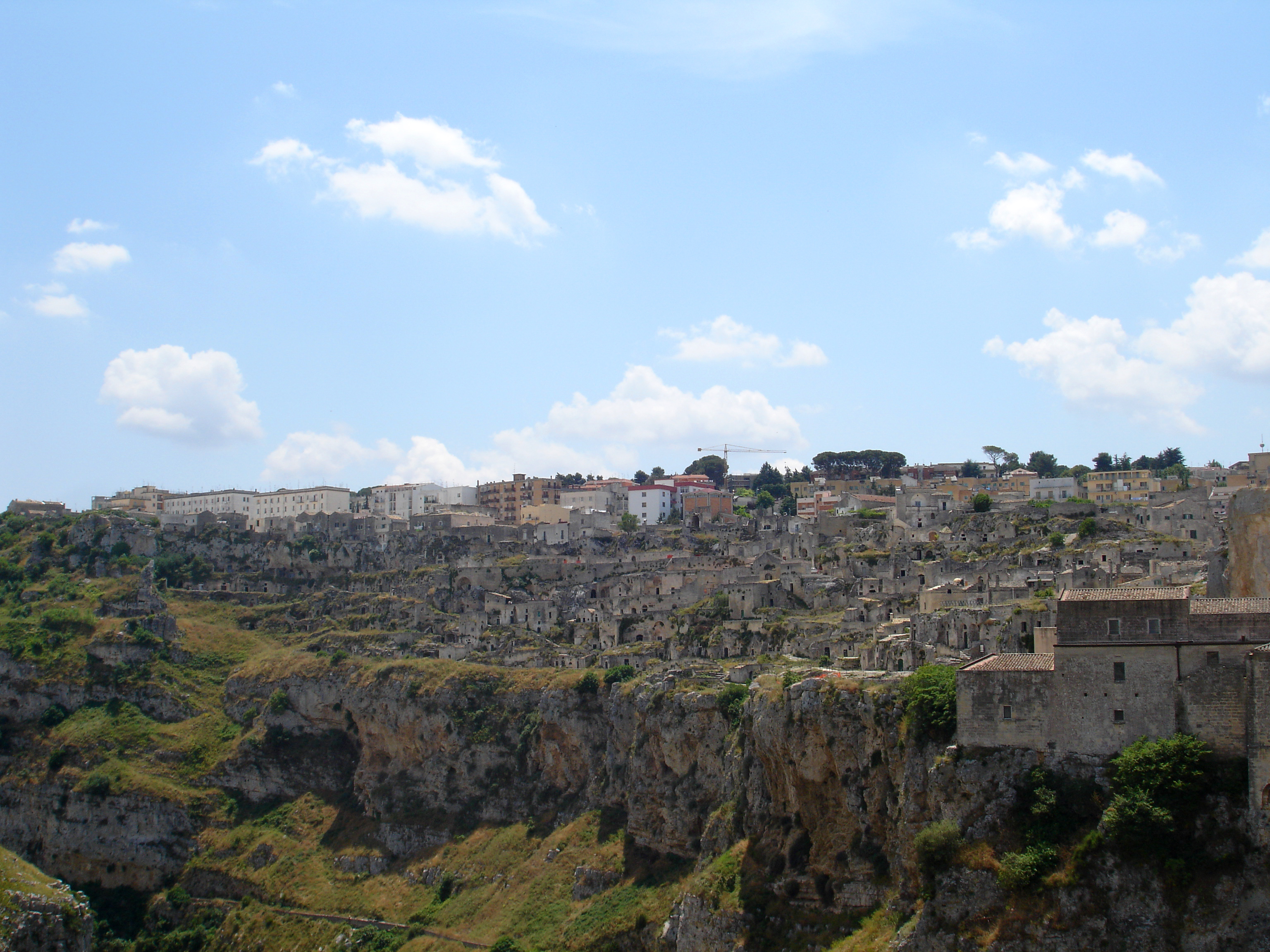
costruzioni antropiche che stabilizzano il costone roccioso
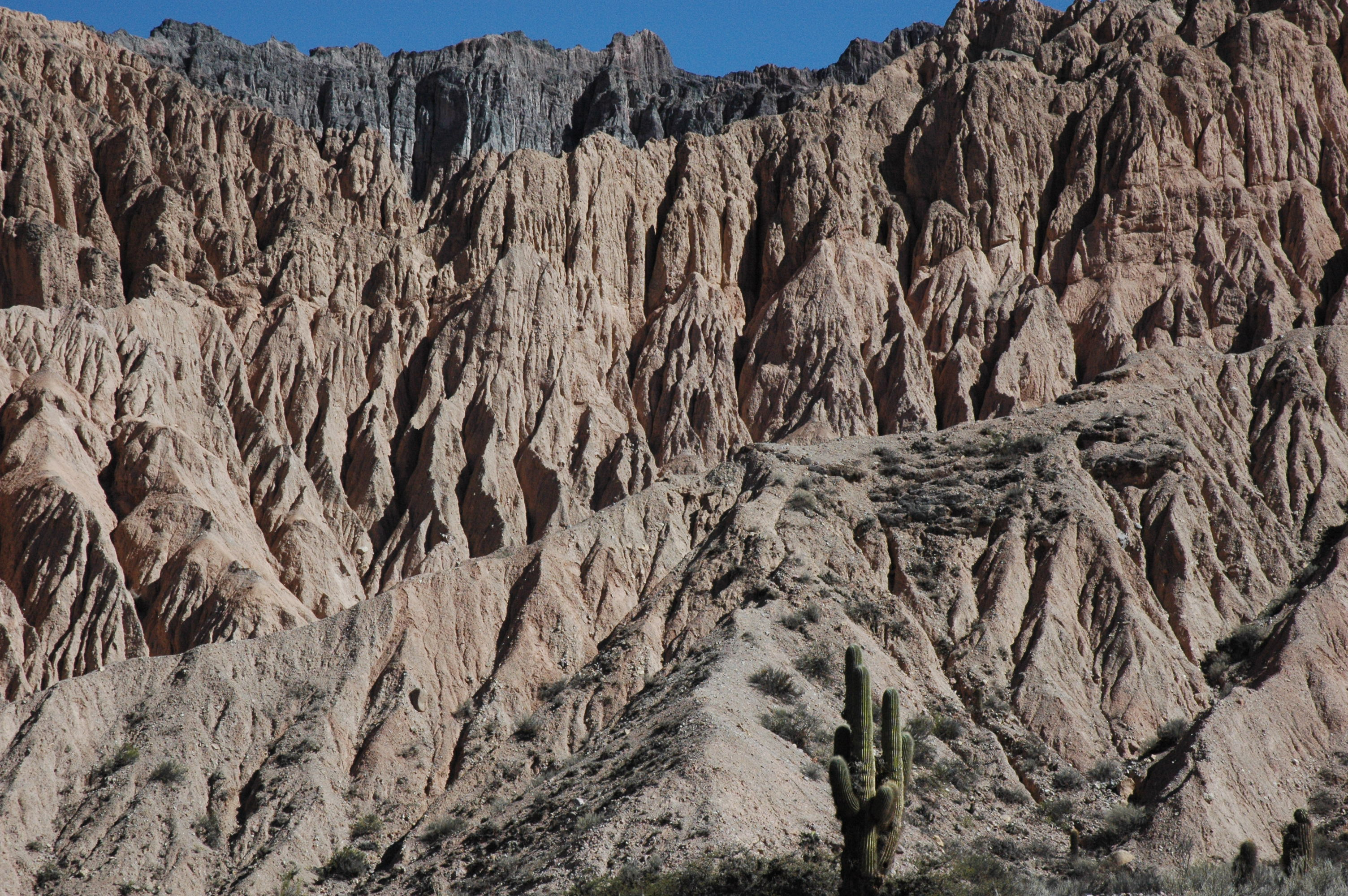
paesaggi naturali generati dall’erosione di formazione geologica incoerente
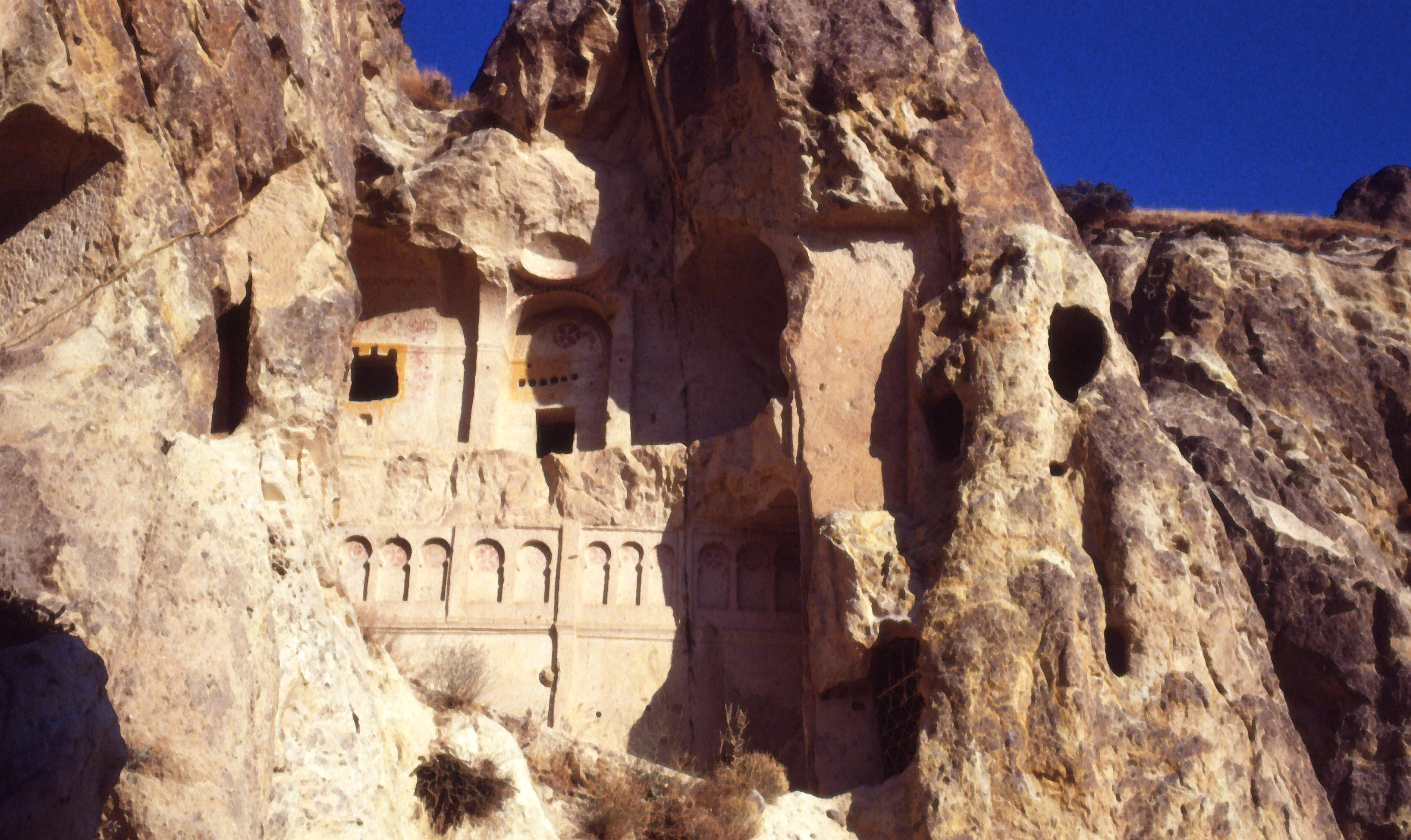
progressiva erosione della roccia e crollo progressivo del costruito

### Trasferimento delle conoscenze
In natura la maggior parte dei processi evolutivi è dovuta a fattori casuali. La specie umana invece si evolve per fattori tanto casuali quanto consapevoli ed è il più delle volte difficile rintracciare il momento di divaricazione (o caratterizzazione) delle due modalità evolutive. Per quanto si possa risalire all'indietro nel tempo i prodotti delle attività umane non sembrano derivare da una condizione di invenzione ma di adattamento e traduzione, non di inizio ma di prosecuzione. Perché c'è sempre un prima del patrimonio conoscitivo. Alcuni esemplari di oggetti intrecciati tra i più antichi che si siano conservati sino ad oggi sono egiziani e risalgono al principio del quinto millennio a.C. Il primo fabbricatore di cesti è senz'altro precedente di diversi millenni. Il primo cestaio o cestaia non poteva sapere che cosa fosse un cesto e quale funzione avrebbe potuto avere. E allora come ha fatto un gruppo di esseri umani con sistemi di comunicazione ancora primordiali ad inventare un insieme di azioni coordinate per la produzione di un cesto? Numerose specie di uccelli intrecciano elementi vegetali per la realizzazione dei propri insediamenti sia individuali che comunitari. Alcune specie accatastano rami, rametti, foglie ed erba su un supporto; gli uccelli cosiddetti tessitori sono addirittura capaci di intrecciare elementi vegetali filiformi e flessibili attorno alle forcelle del ramo di acacia. La comparazione tra cesto e nidi non pretende di dimostrare una relazione di causa ed effetto, anche se le analogie sono molte e evidenti. È la ricorrenza delle tecniche animali a suggerire la saldatura tra patrimonio genetico ed abilità costruttiva, cosa che riguarda anche l'uomo, così come è stata dimostrata la saldatura tra sviluppo biologico e inizio dell'abilità linguistica nel bambino.

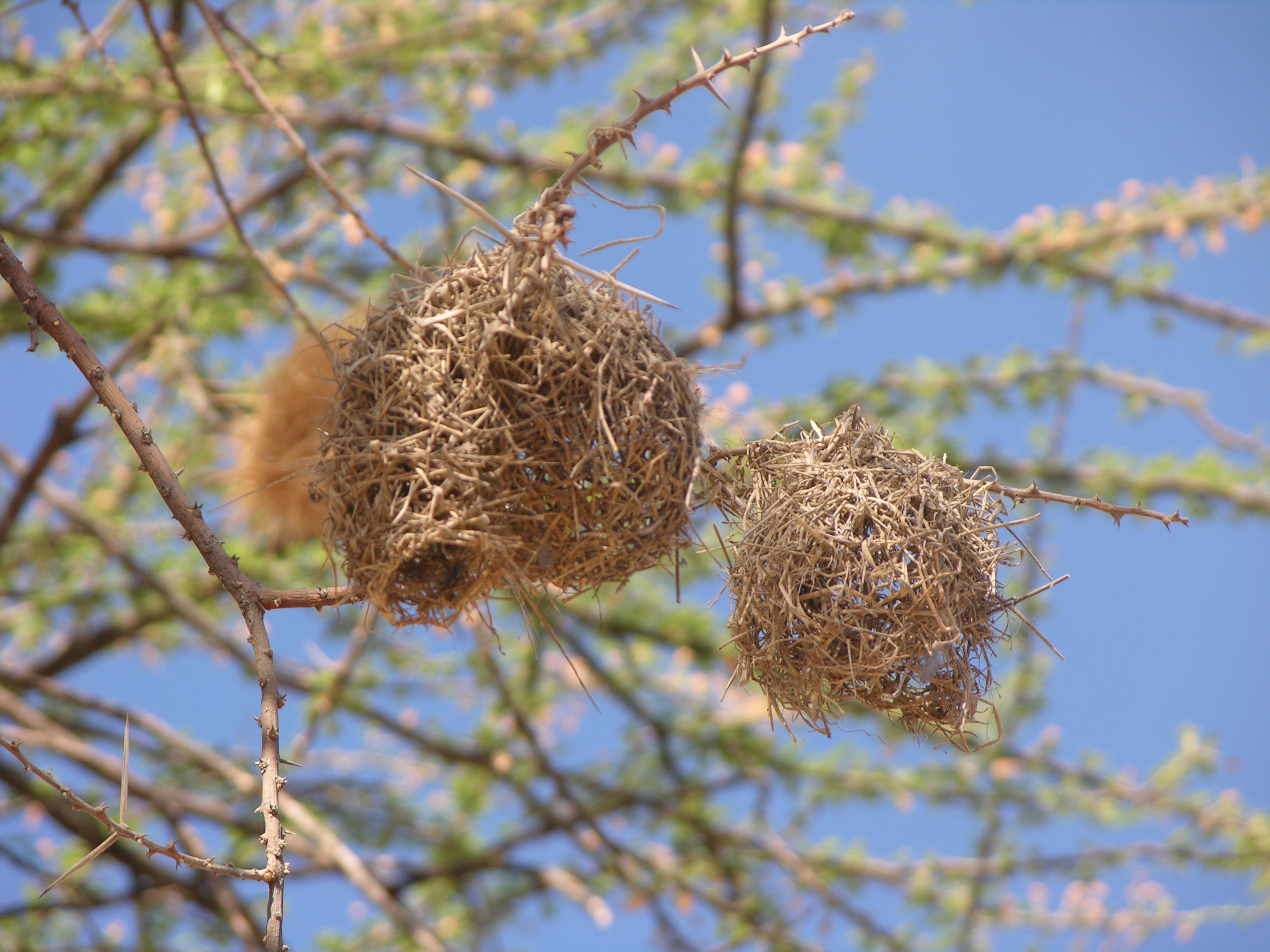
abilità costruttive degli uccelli basate sulla tecnica dell’intreccio
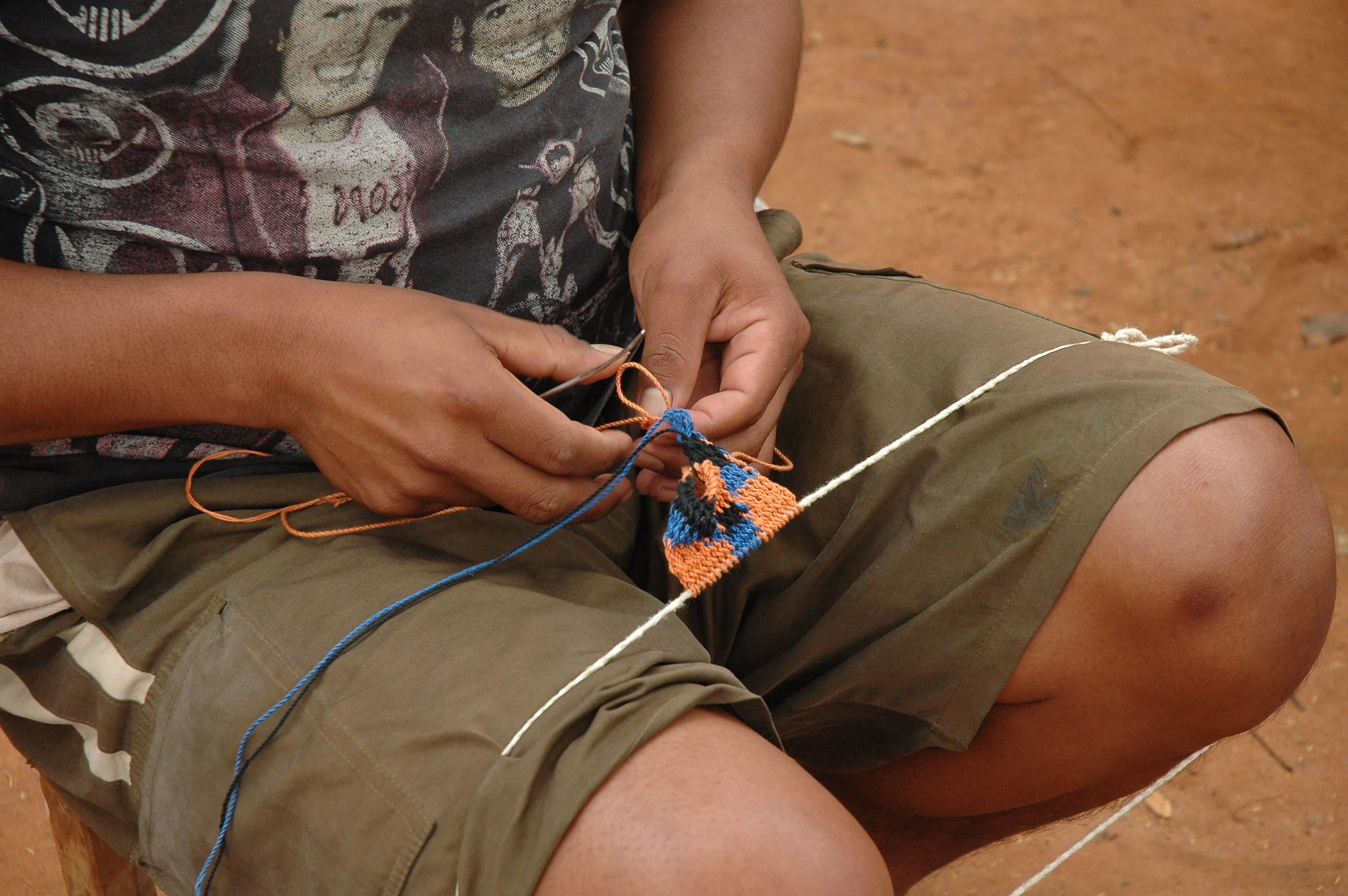
analogia delle tecniche animali ed umane
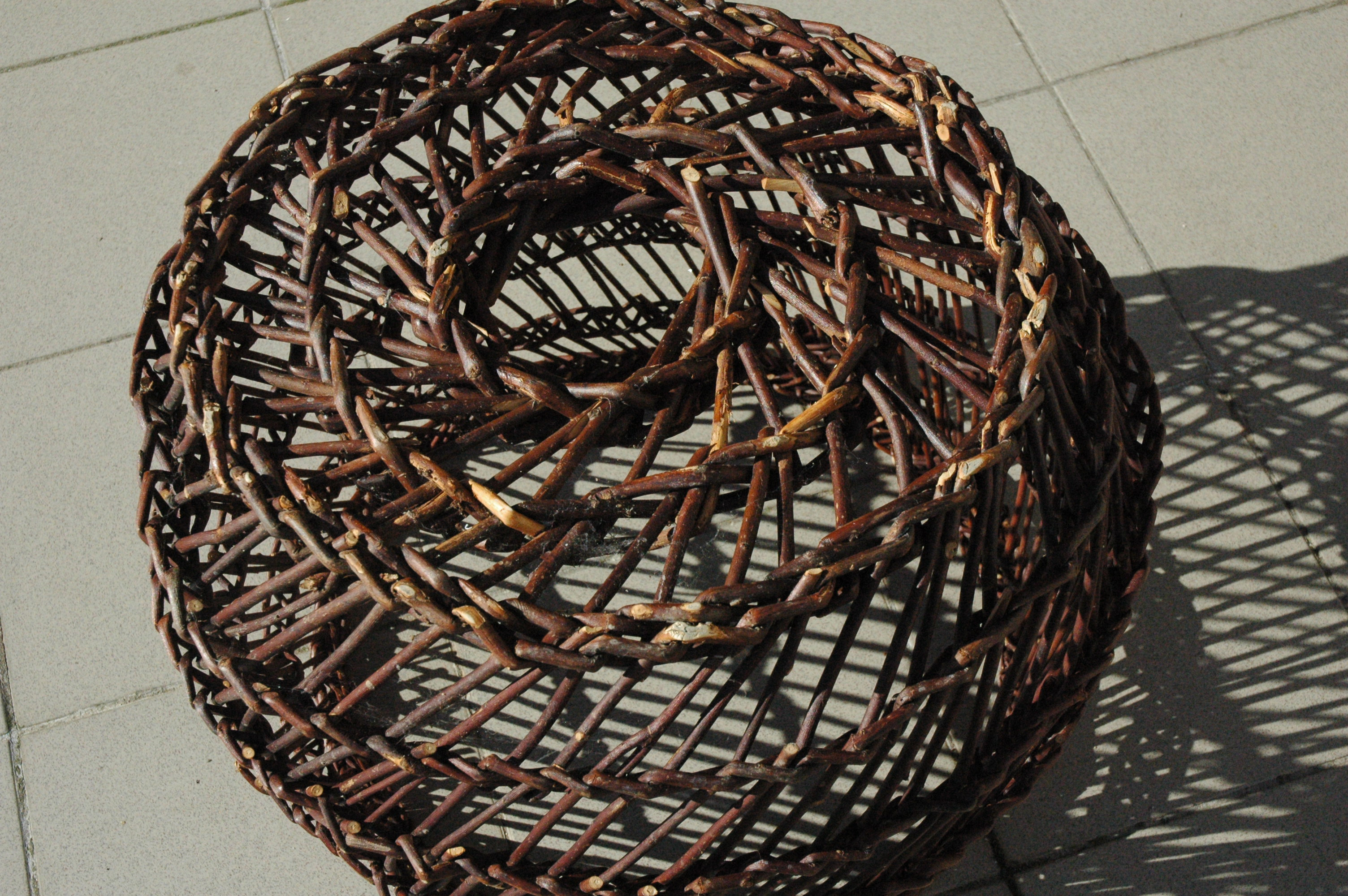
cesti per il trasporto del fieno

### L'evoluzione delle tecniche
Altri nidi utilizzano in prevalenza il fango eventualmente integrato con paglia, pratica utilizzata da molte specie di insetti a cominciare dalla vespa vasaio. Tanto gli uccelli quanto le vespe non costruiscono il loro habitat in funzione della fonte di approvvigionamento del materiali, come ad esempio fanno le termiti, ma lo trasportano per le distanze anche lunghe. La scelta del luogo dove costruire segue criteri distinti dal reperimento delle risorse. L'analogia con le pratiche costruttive ancora utilizzate in molte zone dell'Africa è evidente. Così come è facile documentare i passaggi che riconnettono l'uso del fango, o meglio della terra cruda, alla ripetitività del gesto manuale seppure incerto e primordiale, alla definizione di un componente intermedio come il mattone, fino allo sviluppo autonomo e consapevole della muratura. Arnold Toynbee in particolare sostiene che nell'epoca che chiama del grande ecumene un'unica specie umana ha gettato le basi della tecnologia prima di disperdersi nei diversi continenti, sviluppando tanto la tecnica dell'intreccio quanto quella della terra cruda e cotta.

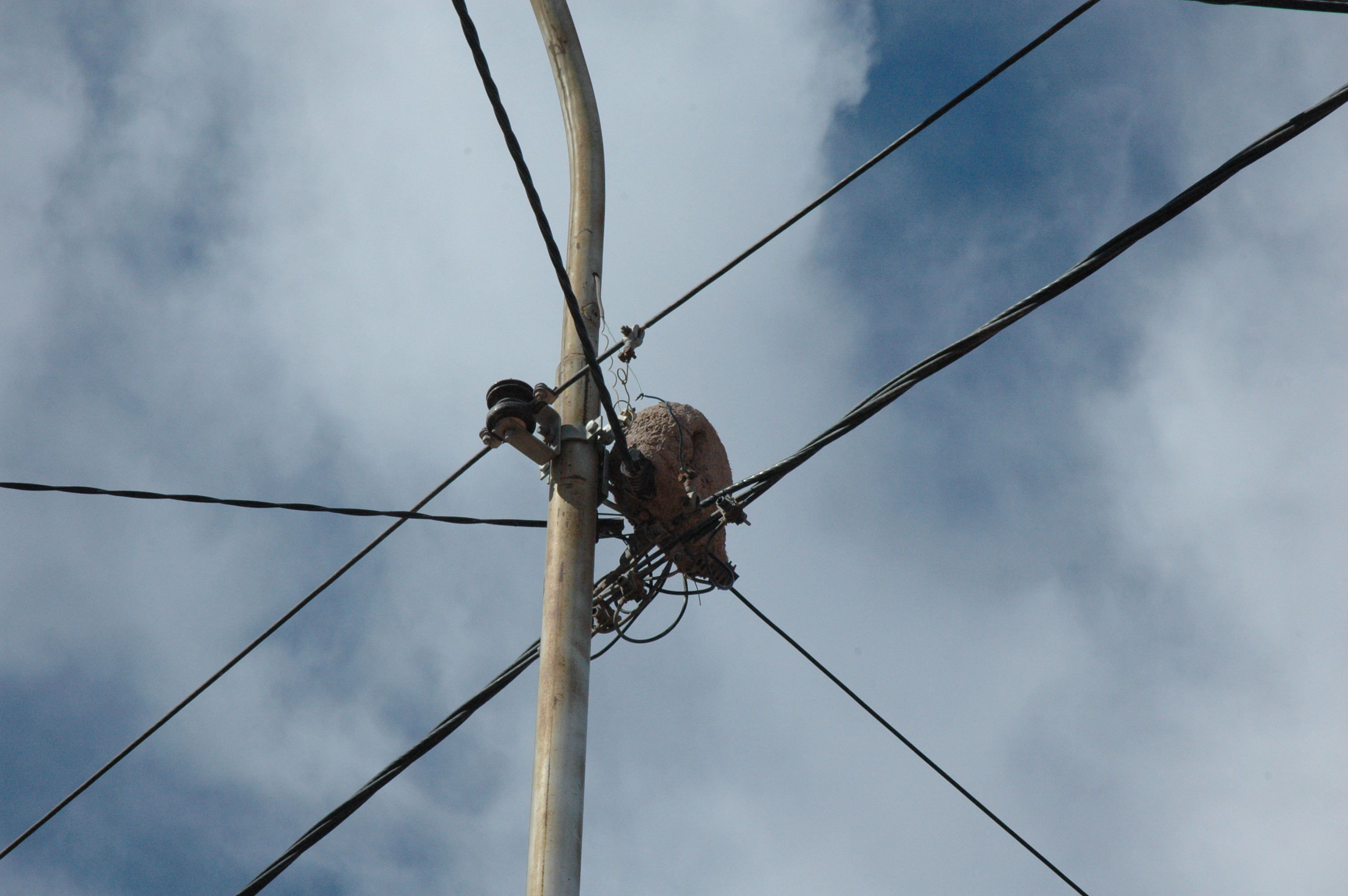
costruzioni animali che modellano il fango
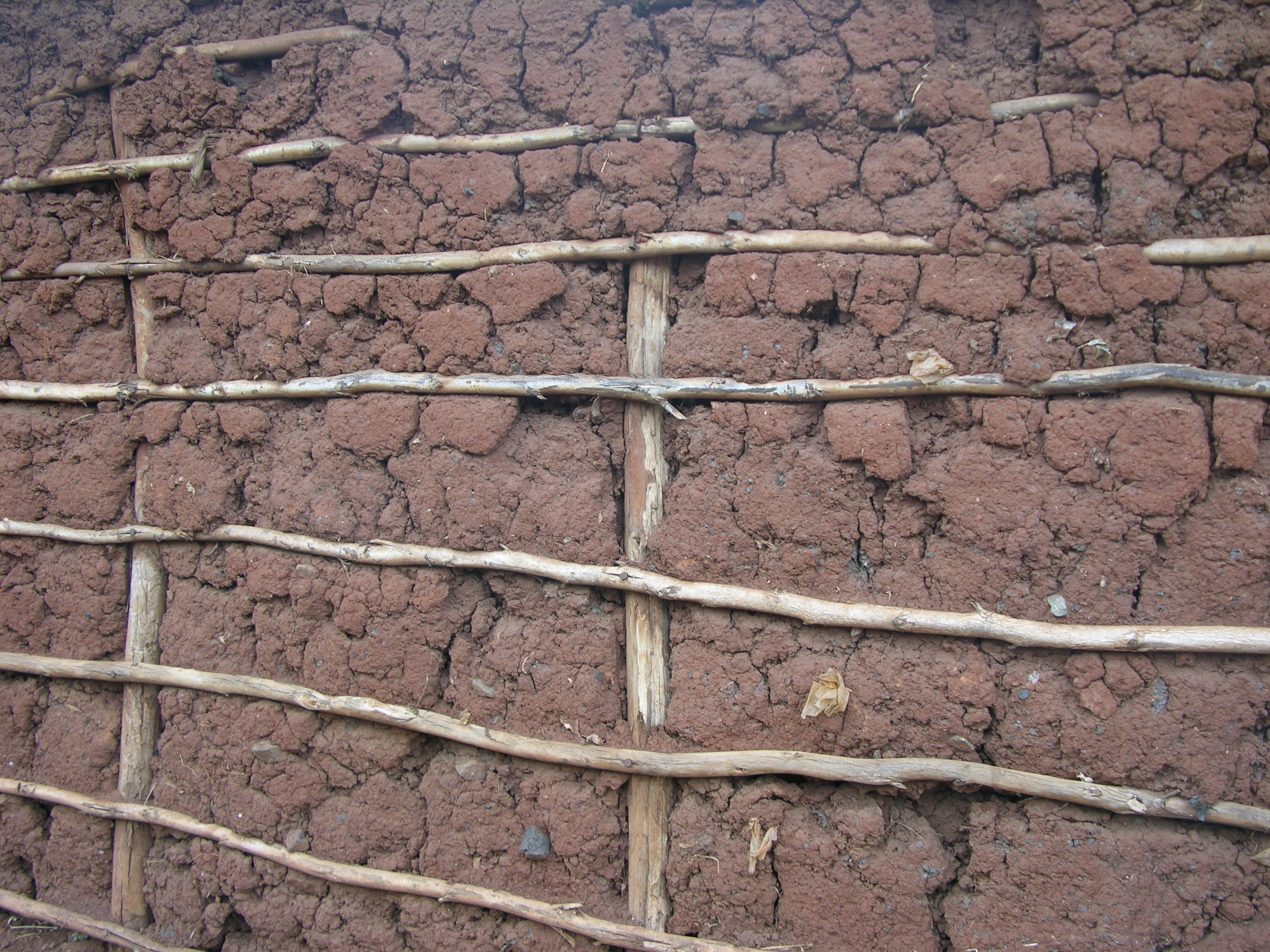
tecnica archetipica che integra rami e fango
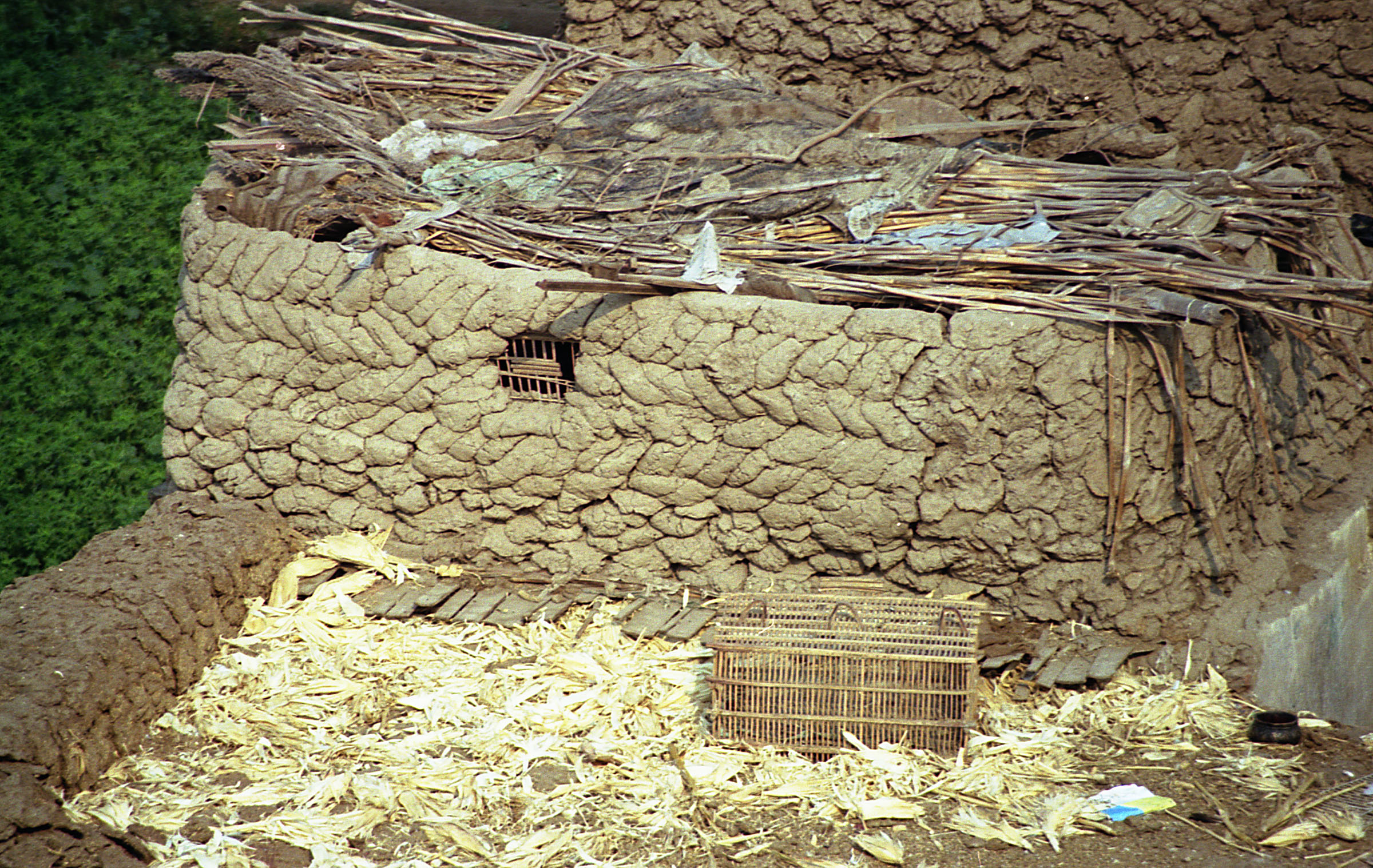
la ripetitività del gesto suggerisce la genesi del mattone
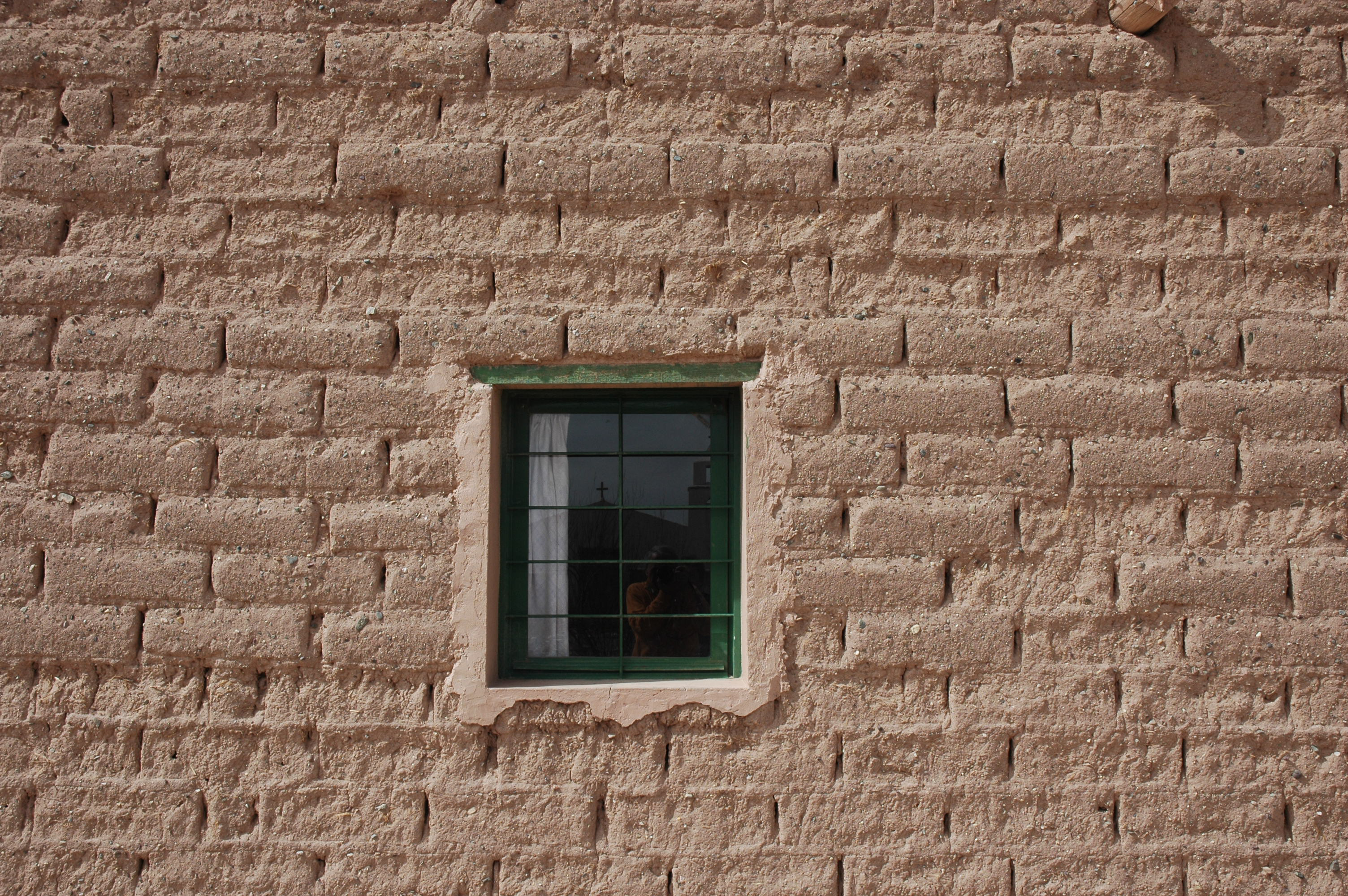
consolidamento e razionalizzazione di un sistema costruttivo